# تصادف (مجموعه تلویزیونی)
تصادف (به ترکی استانبولی: Çarpışma) یک سریال تلویزیونی درام ، اکشن و جنایی ساخت کشور ترکیه است. این سریال در ۲۲ نوامبر ۲۰۱۸ در شو تی‌وی به نمایش درآمد و در قسمت بیست و چهارم در ۳۰ مه ۲۰۱۹ پایان یافت.

## خلاصه داستان
قدیر آدالی سرکمیسر در شعبه جرایم سازمان یافته در اداره پلیس استانبول است. لحظه‌ای که همسر و دخترش را در اقدامی تروریستی از دست می‌دهد، زندگی خانوادگی شاد وی از بین می‌رود. او که از آنچه اتفاق افتاده بود بسیار احساس گناه می‌کرد و از این باخت رنج می‌برد، تصمیم گرفت به زندگی خود پایان دهد. بدون آنکه متوجه شود، فاجعه‌ای به بار می‌آورد که مسیر زندگی چهار نفر را تغییر می‌دهد. چهار اتومبیل، چهار نفر، چهار زندگی، چهار سرنوشت با هم برخورد می‌کنند. در یکی از اتومبیل‌ها دوست دوران کودکی او زینب قرار دارد که وی با او در یک یتیم‌خانه بزرگ شده و حتی در آستانه ازدواج است اما او به دلیل تمایل قدیر برای کار در پلیس از این کار امتناع می‌ورزد زیرا پدرش افسر پلیسی بود که در حین انجام وظیفه کشته شد. در عوض قدیر با یکی دیگر از دوستان آن‌ها از یتیم‌خانه، به نام آسلی ازدواج می‌کند. زینب با گالیپ تونچ ازدواج می‌کند و به عنوان مدیر بانک شروع به کار می‌کند و دختری به نام آیلین به دنیا می‌آورد، اما گالیپ بدهکار اوباش ولی است که به دلیل فرار گالیپ از ترکیه، دخترش آیلین را می‌رباید و از زینب می‌خواهد بدهی‌های شوهرش را پرداخت کند. و به همین منظور بانکی را که در آن کار می‌کند غارت می‌کند. وی پس از دستگیری برای نجات دخترش از قدیر کمک می‌خواهد. در اتومبیل دیگری، وکیل زینب، جمره گور، دختر وکیل ولی، سلیم قرار دارد که با دمیر نامزد شده‌است، او در حال خیانت به جمره با همسر پدر او، بلما است، که فیلم آن توسط سارقانی که خانه جمره را دزدیدند ضبط شد، یکی از آن‌ها کرم، دوست قدیر که در اتومبیل چهارم بود با چاقو او را زد. شریک کرم، یعقوب از این ضبط برای سیاه‌نمایی دمیر و بلما استفاده می‌کند.

## بازیگران و شخصیت‌ها
| بازیگر             | شخصیت                  | قسمت  | توضیحات |
| ------------------ | ---------------------- | ----- | --- |
| کیوانچ تاتلیتوغ    | قدیر آدالی/یوسف کاراجا | ۱–۲۴  | پسر دوم عارف و آسیه ، همسر سابق آسلی ، پدر دنیز ، دوست دوران کودکی و اولین عشق زینب ، همکار و دوست سابق ولی ( در قسمت آخر جانسیز را کشت ) |
| الچین سانگو        | زینب تونچ              | ۱–۲۴  | همسر سابق گالیپ ، مادر آیلین ، دوست دوران کودکی و اولین عشق قدیر ( در قسمت ششم گالیپ را کشت / در قسمت آخر توسط جانسیز کشته شد )           |
| اونور سایلاک       | ولی جوهر               | ۱–۲۴  | همکار و دوست سابق قدیر ( در قسمت پانزدهم آدم را کشت / در قسمت آخر قتل جانسیز توسط قدیر را بر عهده گرفت و وارد زندان شد.)                  |
| ملیسا آسلی پاموک   | جمره گور               | ۱–۲۴  | دختر سلیم ، نامزد سابق دمیر ، نامزد کرم                                                                                                   |
| آلپرن دویماز       | کرم کورکماز            | ۱–۲۴  | پسر عمر و سرپیل ، دوست قدیر ، دوست سابق یعقوب ، دوست پسر سابق مارال ، نامزد جمره                                                          |
| مروه چاعیران       | مارال آکسو             | ۱–۲۴  | دوست دختر سابق کرم ، دوست دختر سابق یعقوب ( در قسمت بیستم یعقوب را کشت )                                                                  |
| روژدا دمیرر        | بلما گور               | ۱–۲۴  | همسر دوم سلیم ، دوست دختر سابق دمیر |
| هاکان کورتاش       | دمیر آلکان             | ۱–۲۴  | نامزد سابق جمره ، دوست پسر سابق بلما ( در قسمت آخر به زندان افتاد )                                                                       |
| ارکان جان          | حیدر                   | ۱–۲۴  | مدیر شعبه جرایم سازمان یافته استانبول |
| گونجا جیلاسون      | سرپیل کورکماز          | ۱–۲۴  | همسر عمر ، مادر کرم |
| ییلدیریم شیمشک     | عمر کورکماز            | ۱–۲۴  | همسر سرپیل ، پدر کرم |
| بوچه بوسه کاهرامان | ملتن                   | ٣-١٨  | دختری که در اداره پلیس جرائم سازمان یافته عضو شد، اما در نهایت مشخص شد جاسوس است و در قسمت 9 کشته شد                                      |
| گوکچن چیفتچی       | آیلین تونچ             | ۱–۲۴  | دختر گالیپ و زینب |
| علی سورملی         | عارف کاراجا/جانسیز     | ۱۳–۲۴ | همسر آسیه ، پدر یوسف/قدیر ( در قسمت بیست و یکم آسیه را کشت / در قسمت آخر زینب را کشت / در قسمت آخر توسط قدیر کشته شد.)                    |
| شبنم سونمز         | آسیه کاراجا            | ۸–۲۱  | همسر عارف ، مادر یوسف/قدیر ( در قسمت بیست و یکم توسط جانسیز کشته شد.)                                                                     |
| افه‌جان شنولسون     | یعقوب                  | ۱–۲۰  | دوست سابق کرم ، دوست پسر مارال ( در قسمت بیستم توسط مارال کشته شد.)                                                                       |
| مصطفی اورلو        | سلیم گور               | ۱–۱۷  | وکیل و شریک سابق ولی ( در قسمت هفدهم خودکشی کرد)                                                                                          |
| فورکان کالابالیک   | آدم سزگین              | ۱–۱۵  | نامزد سابق خواهر ولی ( در قسمت پانزدهم توسط ولی کشته شد )                                                                                 |
| اسماعیل دمیرجی     | گالیپ تونچ             | ۱–۶   | شوهر سابق زینب ، پدر آیلین ( در قسمت ششم توسط زینب کشته شد )                                                                              |
| مروه نیل گودر      | دنیز آدالی             | ۱–۱   | دختر قدیر و آسلی |
| سوتاپ اوزالتون     | آسلی آدالی             | ۱–۱   | همسر سابق قدیر ، مادر دنیز |

## تقویم انتشار
| فصل   | روز و زمان پخش | شروع فصل       | پایان      | تعداد قسمت‌های پخش شده | دامنه قسمت | فصل تلویزیون | کانال تلویزیون |
| ----- | -------------- | -------------- | ---------- | --------------------- | ---------- | ------------ | -------------- |
| فصل ۱ | پنج‌شنبه ۲۰:۰۰  | ۲۲ نوامبر ۲۰۱۸ | ۳۰ مه ۲۰۱۹ | ۲۴                    | ۱–۲۴       | ۲۰۱۸–۲۰۱۹    | شو تی‌وی        |

### پخش ایران
| فصل   | روز و زمان پخش         | پایان فصل   | پایان           | تعداد قسمت‌های پخش شده | دامنه قسمت | فصل تلویزیون | کانال تلویزیون |
| ----- | ---------------------- | ----------- | --------------- | --------------------- | ---------- | ------------ | -------------- |
| فصل ۱ | شنبه تا چهارشنبه ۲۱:۰۰ | ۶ ژوئن ۲۰۲۰ | ۳۰ سپتامبر ۲۰۲۰ | ۸۵                    | ۱–۸۵       | ۲۰۲۰         | ام‌بی‌سی پرشیا   |

## جوایز و نامزدها
| سال  | جایزه                     | دسته‌بندی                         | گیرنده          | نتیجه    |
| ---- | ------------------------- | -------------------------------- | --------------- | -------- |
| ۲۰۱۹ | جوایز بین‌المللی درام سئول | بهترین سریال درام (جایزه نقره‌ای) | تصادف           | برنده    |
| ۲۰۱۹ | جوایز بین‌المللی درام سئول | بهترین بازیگر                    | کیوانچ تاتلیتوغ | نامزدشده |

## پخش بین‌المللی
| کشور      | شبکه         | عنوان محلی        | تاریخ پخش       | زمان پخش | قسمت‌ها |
| --------- | ------------ | ----------------- | --------------- | -------- | ------ |
| شیلی      | مگا تی‌وی     | Colisión          | ژانویه ۲۰۱۹     |          |        |
| سومالی    | ام‌سی‌تی‌وی     | Iskudhac Shil     | ۲۸ مارس ۲۰۱۹    | ۲۰:۰۰    | ۲۴     |
| آنگولا    | زاپ نولاس    | Çarpışma          | ۲۸ ژوئن ۲۰۱۹    | ۲۰:۰۰    |        |
| عراق      | ام‌بی‌سی عراق  | اصطدام            | ۲۲ سپتامبر ۲۰۱۹ | ۲۱:۰۰    |        |
| مراکش     | ام‌بی‌سی ۵     | اصطدام            | ۲۲ سپتامبر ۲۰۱۹ | ۲۱:۰۰    |        |
| ایران     | ام‌بی‌سی پرشیا | تصادف             | ۶ ژوئن ۲۰۲۰     | ۲۱:۰۰    | ۸۵     |
| بلغارستان | بی‌تی‌وی       | Ирония на съдбата | ۲۹ ژوئن ۲۰۲۰    | ۲۱:۰۰    | ۴۴     |